# Флекебі
Флекебі (нім. Fleckeby), також Флеккебю (дан. Flækkeby) — громада в Німеччині, розташована в землі Шлезвіг-Гольштейн. Входить до складу району Рендсбург-Екернферде. Складова частина об'єднання громад Шляй-Остзее.
Площа — 12,31 км2. Населення становить 2154 ос. (станом на 31 грудня 2020).

## Галерея

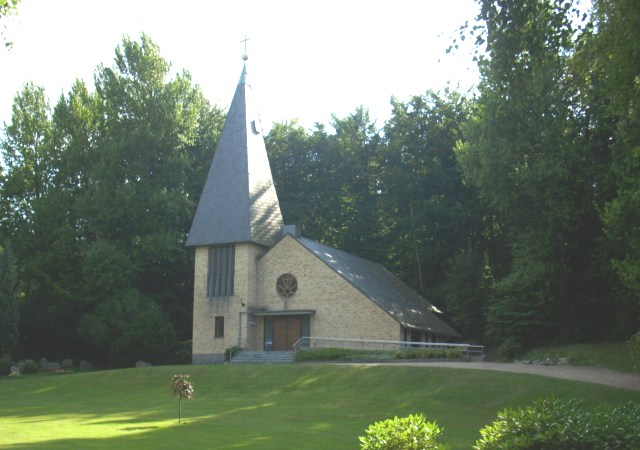